# Henri Rieunier
 (mars 2016).
Henri Rieunier, né le 6 mars 1833 à Castelsarrasin (France) et mort le 10 juillet 1918 à Albi (France), est un amiral et un homme politique français.
Il a notamment été commandant en chef et Préfet maritime de Rochefort (1889), commandant en chef et préfet maritime de Toulon (1890), commandant en chef de la 1re armée navale (1891-1892), ministre de la Marine (1893), président du conseil supérieur de la Marine, président du comité des inspecteurs généraux de la Marine de 1893 à 1898, député républicain de Rochefort (1898-1902).

## Biographie
Henri Rieunier est né le 6 mars 1833 à Castelsarrasin  avec pour prénoms à l'état-civil Adrien, Barthélemy, Louis ; il sera prénommé Henri lors de son baptême.
Il épouse civilement le 26 août 1871 à Paris (8e) et religieusement le 28 août 1871 en l'église de la Madeleine à Paris, Victoire Louise Bance (1841-1914) fille de Balthazar Bance, éditeur d'art et de Louise Charlotte Tullié Joyant et sœur du peintre Albert Bance (1848-1899).
Il meurt le 10 juillet 1918 à Albi où auront lieu 12 juillet ses obsèques avec les honneurs militaires. Après un office funèbre célébré à la cathédrale Sainte-Cécile d'Albi, il est inhumé au cimetière des Planques. Son corps a été transféré plus tard au cimetière du Père-Lachaise, à Paris.

### Carrière

#### École navale
Après des études au lycée de Toulouse, il prépare l'École navale à Brest. Âgé de 16 ans et 10 mois, il embarque à Bordeaux le 27 décembre 1849 comme "novice" à bord du trois mâts barque le Primauguet. Il débarque à Montevideo en Uruguay le 15 avril 1850. Dès le lendemain, il rembarque sur l'Orthézien et est de retour à Bordeaux le 12 juillet 1850. Il se rend ensuite à Paris pour une année préparatoire (classe de math élémentaire) au lycée Charlemagne. Puis intègre l'École navale, et embarque en 1851 sur le navire Borda.

#### Participation à la guerre de Crimée et opérations en Chine
Henri Rieunier participe sur le Charlemagne à la guerre de Crimée de 1853 à 1856, dont notamment au bombardement du fort d'Odessa, la bataille de l'Alma, le siège de Sébastopol (Contusionné, il est décoré sur le champ de bataille de la Légion d'honneur pour acte de bravoure, à 22 ans) et  à la prise du fort de Kinburn sur le Labrador où il servira encore, après avoir hiverné dans la mer Noire dans des conditions très rude par des froids de −27 °C, plus de dix mois en "guerre" puis en "paix".
Sur la Némésis puis sur l'aviso Marceau et sur la canonnière Mitraille, il assiste à toutes les opérations de la 1re phase de l'expédition de Chine de la seconde guerre de l'opium, de 1857 à 1858 : prise d'assaut de Canton et des forts de Ta-Kou à l'embouchure du Peï-ho. Il fut chargé de miner et de faire sauter les forts de Ta-Kou, dans la province du Petchili.
Il quitte la Cochinchine après une campagne de près de sept années consécutives. Il apprend à parler le vietnamien.
Il participe à la prise de Tourane le 1er septembre 1858 à bord de la Némésis avec l'amiral de Genouilly, à l'attaque de la citadelle de Saïgon le 17 février 1859 et par la suite à sa défense, lorsqu'elle fut assiégée de mars 1860 à février 1861 par les douze mille hommes du maréchal Nguyen Tri Phuong. Il participe également à la prise d'assaut des forts du Donnaï et des lignes de Ky Hoa sous les ordres de l'amiral Jean Bernard Jauréguiberry, de la citadelle de Mỹ Tho et celles de Vĩnh Long, Biên Hòa. Il sert les amiraux Charles Rigault de Genouilly, Théogène François Page, et sera aide de camp et directeur des affaires indigènes de Léonard Victor Charner, Louis Adolphe Bonard et de Pierre-Paul de La Grandière. Il assiste à la signature du traité de Saïgon à bord du vaisseau Duperré le 5 juin 1862 et à sa ratification à la cour de Hué sur une table d'or par l'empereur Tu Duc, le 16 avril 1863. C'était la première fois que l'empereur Tu Duc recevait des étrangers et que l'on voyait une troupe européenne dans la capitale de l'Annam, à Hué.

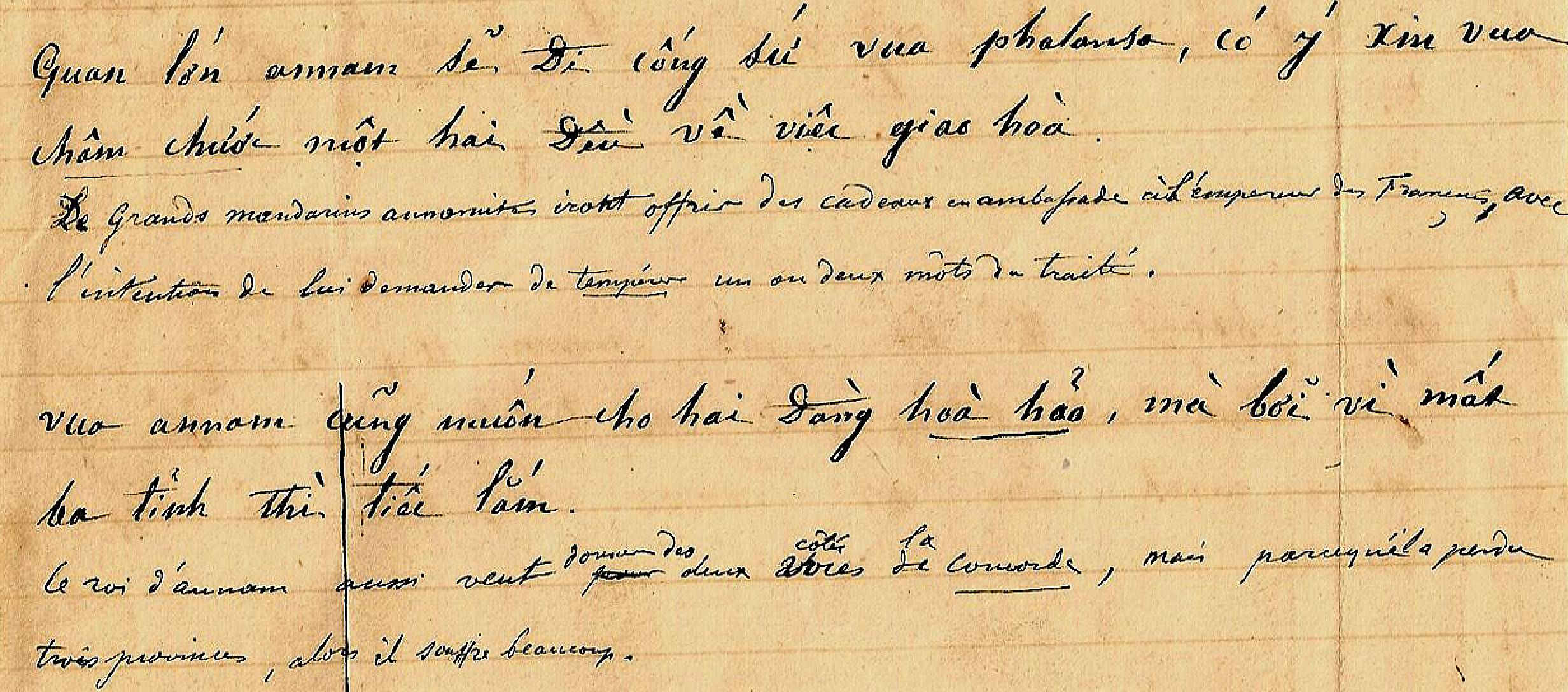
L'écriture en langue Annamite est de la main de Phan-thanh-Giản - la traduction française est de la main d'Henri Rieunier.

Il est chargé de conduire à bord du navire Européen, au départ de Saigon le 4 juillet 1863, l'ambassade extraordinaire annamite (2 mandarins et une suite de 63 personnes) du grand mandarin Phan Thanh Giản de la cour de Hué, auprès de Napoléon III aux Palais des Tuileries pour tenter une renégociation du traité de Saïgon. Les mandarins et Henri Rieunier séjourneront en Égypte jusqu'à fin août. Ils seront reçus, au Caire, par Ismaïl Pacha (1830 - 1895), ex vice-roi et khédive d'Égypte - qui avait succédé, le 18 janvier 1863, à son oncle Saïd Pacha.

« Quan-lớn An-nam sẽ đi cống-sứ vua Pha-lan-sa, có ý xin vua châm-chước một-hai đều về việc giao-hòa. Vua An-nam cũng muốn cho hai đàng hòa-hảo, mà bỡi vì mất ba tỉnh thì tiếc lắm. Nếu vua Pha-lan-sa không muốn châm-chước một-hai đều về việc giao-hòa thì vua An-nam sẽ không bằng lòng.
De grands mandarins annamites iront offrir des cadeaux en ambassade à l'Empereur des Français, avec l'intention de lui demander de tempérer un ou deux mots du traité. Le roi d'Annam aussi veut donner des deux côtés la concorde, mais parce qu'il a perdu trois provinces, alors il souffre beaucoup. Si l'empereur des Français ne veut pas adoucir un ou deux mots du traité de paix, alors le roi d'Annam ne sera pas content.
En mer, à bord de l'Européen, Juillet 1863. »

— Écriture et documents uniques au monde du vice-roi de Cochinchine Phan-thanh-Giản 1er Ambassadeur-Mandarin, 1er degré, 2ème classe.
Il est l'auteur d'une Statistique du port de Saïgon en 1861, et Le Commerce de Saïgon en 1862 et la publication de deux brochures sur les ressources et l'avenir de la Cochinchine, brochures publiées la même année en 1864, sous le pseudonyme de H. Abel (le ministre de la marine, Prosper de Chasseloup-Laubat n'autorisa pas la publication avec le nom de l'auteur).

#### Second à bord de laThémislors de la campagne du Mexique
Henri Rieunier  participe à la fin de la campagne du Mexique de 1865 à 1867 comme second à bord de la Thémis pour 28 mois d'embarquement en suivant un périple maritime le menant à Terre-Neuve, au Canada, aux États-Unis et aux Antilles. Le 18 septembre 1865, il est au mouillage de New York.  À cette occasion il rédigera un ouvrage intitulé : « Sur l’état, la nature et la valeur des fortifications maritimes qui défendent l’accès de New-York, le premier Port des États-Unis d’Amérique ».

#### École de pilotage des côtes ouest de France
Il est ensuite nommé commandant de l'aviso à hélice Argus de 1868 à 1870, affecté à l'école de pilotage des côtes ouest de France, et basé à La Rochelle. On lui doit la désignation en 1868 de l'emplacement du port de La Pallice à La Rochelle

#### Capitaine de frégate lors du siège de Paris
Lors du siège de Paris, il est capitaine de frégate, chef d'état-major de la flottille de la Seine, puis chargé de diriger les batteries de la marine à Montretout. Il sera blessé en commandant les canonnières en avant du pont d'Austerlitz au cours du second siège de Paris pendant la Commune de Paris. Il est nommé capitaine de vaisseau, à 38 ans, pour sa belle conduite et deux blessures, après onze mois de grade de capitaine de frégate. Citations des amiraux Camille Clément de La Roncière-Le Noury et Charles de Dompierre d'Hornoy.

#### Commandant du  croiseurLaclocheterieen Extrême-Orient

Croiseur Laclocheterie

De 1875 à 1878, il est commandant du croiseur le Laclocheterie en Extrême-Orient.Il escorte avec le Laclocheterie la flottille du Mikado, qui est à bord du Takawo-Maru, de Yokohama à Kobe. Il rencontre pour des entretiens diplomatiques les plus hauts dignitaires du Japon comme Tokugawa Yoshinobu, puis ceux de la Chine. Il opère avec Le Laclocheterie et son équipage, le 11 octobre 1877, le sauvetage de pêcheurs japonais, tous voués à une mort certaine un jour de tempête dans les passes du détroit de Shimonoseki. Il fut le premier navigateur français au XIXe siècle, en 1876, – après les équipages de La Pérouse de la Boussole et de l'Astrolabe – à revisiter le détroit de la Manche de Tatarie, à bord du Laclocheterie.

#### Commandant de la corvette cuirasséeJeanne d'Arc
Sur la proposition de Jean Bernard Jauréguiberry, ministre de la marine, il prend au Pirée le commandement de la corvette cuirassée Jeanne d'Arc dans la division navale du Levant de 1880 à 1881. Il rencontre, à plusieurs reprises pour des entretiens diplomatiques le Bey de Tunis et Georges Ier de Grèce.

#### Contre-amiral et major général à Brest
Il est nommé major général à Brest à compter du 27 avril 1882, après sa nomination au grade de contre-amiral le 31 mars 1882, puis membre du conseil des travaux de la marine de 1883 à 1885.

#### Missions en Extrême-Orient
En 1885, il est nommé adjoint de Courbet commandant en chef de l'escadre de l'Extrême-Orient en Chine à bord du Turenne. Il prend peu après la mort du vice-amiral Courbet les fonctions de commandant en chef de la division navale des mers de Chine et du Japon et montrera le pavillon français au Japon, où il n'avait pas paru depuis deux ans. Il effectue en Extrême-Orient plusieurs missions pour le compte du gouvernement, notamment au Tonkin et en Cochinchine, et rencontre des dirigeants et hauts dignitaires des pays visités de 1885 à 1887, principalement la Chine, le Japon, la Corée, la Cochinchine et le Tonkin. Il rentra son pavillon dans la rade de Hong Kong.

#### Retour en France
Dès son retour en France, il reçoit du gouvernement de très vives félicitations pour les services éminents rendus au Pays.
De mars 1887 à juin 1889, il est membre du conseil d'amirauté à Paris. Il siégea, à partir d'août 1888 à la commission d'études de la défense du littoral. Le 13 avril 1887, Henri Rieunier est reçu à l'Élysée par le président Jules Grévy afin de lui faire un rapport sur sa mission en Extrême-Orient. Il sera reçu presque un an plus tard par le président Sadi Carnot.

#### Escadre de la Méditerranée occidentale et du Levant
Le 5 mai 1889, il accède au grade de vice-amiral et devient commandant en chef et préfet maritime du 4e arrondissement à Rochefort, en 1889. De la préfecture de Rochefort, Henri Rieunier passa, en la même qualité en 1890, à commandant en chef et préfet maritime du 5e arrondissement, à Toulon.
De 1890 à 1892, il est commandant en chef de l'escadre de la Méditerranée Occidentale et du Levant et de son escadre de réserve, commandant en chef de la 1re armée navale à bord du cuirassé d'escadre à deux tourelles de 12 000 tonnes Formidable (la principale force navale de la France).

#### Ministre de la Marine
Henri Rieunier est nommé ministre de la Marine du 11 janvier au 3 décembre 1893 dans les gouvernements Alexandre Ribot (2) et Charles Dupuy (1) jusqu'à la chute du cabinet et sa démission.
Il est président du comité des inspecteurs généraux de la Marine de 1893 à 1898 et président - au titre de ministre - puis vice-président du conseil supérieur de la Marine.
Il est placé dans la 2e section du cadre de l'état-major de l'armée navale le 5 mars 1898. Il réunit à cette date quarante-six ans, cinq mois et un jour de services effectifs, dont quinze ans cinq mois dix-neuf jours à la mer en paix et huit ans six mois vingt-six jours à la mer en guerre - et deux blessures.

### Palais de la Légion d’honneur
Le Président de la République Félix Faure avait proposé, en décembre 1895, à l’amiral Henri Rieunier de le nommer Grand Chancelier de l’Ordre national de la Légion d'honneur au Palais de la Légion d'honneur à Paris 7e. Henri Rieunier avait décliné ce poste à l’Hôtel de Salm pour entrer en politique : Député français, membre de la Chambre des députés.

#### Député
Henri Rieunier est élu député républicain de Charente-Inférieure de 1898 à 1902 sous les couleurs de l'Action libérale populaire, parti des catholiques « ralliés ». Il ne se représentera pas à la fin de la législature. Il défendit âprement l'arsenal menacé de fermeture, et réussit à donner du travail aux milliers d'ouvriers des chantiers et arsenaux navals en obtenant la construction dans le port de Rochefort du dernier vaisseau important le Dupleix croiseur cuirassé, construit sur les plans d'Émile Bertin. Il fit également voter par la chambre les crédits nécessaires à l'approfondissement de la Charente.

### Obsèques grandioses
Les obsèques de l’amiral Rieunier ont eu lieu vendredi matin, 12 juillet 1918. L’office funèbre a été célébré à la cathédrale Sainte-Cécile d'Albi. Monseigneur Pierre-Célestin Cézérac archevêque d’Albi, entouré de MM. Les vicaires généraux et de MM. Les chanoines, assistait à la cérémonie et donna l’absoute.
Les honneurs militaires, en raison de la dignité du défunt, le plus hauts dans la Légion d’honneur, étaient rendus par toutes les troupes présentes dans la garnison. C’étaient pour la plupart, des « Bleuets » de la classe 19. Spectacle symbolique et exemplaire : ces soldats de dix-neuf ans, au visage imberbe et déjà grave sous le casque, faisant escorte au glorieux marin, blanchi au service de la France, dont la flamme est passée en leurs jeunes cœurs et les animera, demain, à la victoire.
Le char funèbre s’avançait entre leurs sections, suivi de la grand-croix de la Légion d’honneur et de la médaille militaire du défunt, portés par deux jeunes soldats. MM. Gentil Magre, Préfet du Tarn ; le général de Gastines, commandant la subdivision ; le commandant Debar, capitaine de vaisseau et Gustave de Lapanouse, conseiller général, tenaient les cordons du char funèbre.
Le deuil était conduit par cinq petits-fils et la petite fille aînée de l’amiral, Marie Louis, enfants du colonel René Louis et du chef de bataillon Georges Michon tués à l’ennemi. Tous les officiers de la garnison marchaient immédiatement après eux.
Derrière la famille venaient une délégation d’élèves de Sainte-Marie, conduite par le supérieur de l’École ; une délégation de blessés des hôpitaux militaires, et des Albigeois, nombreux, fidèles en souvenir et à l’amitié ou soucieux d’honorer, comme français et comme compatriotes, un éminent serviteur du pays.
Au cimetière, après les dernières prières, M. le commandant Debar, que sa double qualité d’officier de la flotte et de vieil Albigeois désignait pour adresser à l’amiral Rieunier l’adieu de la marine et celui de sa ville, a prononcé un discours vibrant d’éloges. Cf. Presse.
Le corps de l’amiral fut translaté du cimetière des Planques de la ville d’Albi au cimetière du Père-Lachaise, à Paris, dans la chapelle familiale « Rieunier-Bance » (Division 67, 1re Ligne).
La fille benjamine de l’amiral reçoit au domicile du défunt, le 11 juillet 1918, un télégramme de Paris ainsi libellé : « Le Président du Conseil Ministre de la Guerre à mademoiselle Madeleine Rieunier, Albi = Vous adresse mes vives et respectueuses condoléances pour la perte cruelle que vous venez d’éprouver. Signature Georges Clemenceau (1841-1929) ».
Marie Louis (1906-1989), qui suivait le convoi funèbre, l’aînée des petits-enfants de l’amiral Rieunier dont le père le colonel René Louis était « mort pour la France », en 1915, était l’épouse d’un militaire Gabriel Bernard, Saint-Cyrien, sorti 2e de la promotion Pol Lapeyre, officier breveté d’état-major qui avait été admis à l’École militaire supérieure (École de guerre), officier de la Légion d’honneur, titulaire de la croix de guerre 39/45. Elle avait pour beau-père le général de division Louis Bernard, commandeur de la Légion d’honneur, un héros de la bataille de Verdun et pour grand-père le général Jules, Auguste Louis (1827-1905), commandeur de la Légion d’honneur, sorti de l’École polytechnique en 1846, de l’École d’Artillerie de Metz, en 1848, Écoles militaires de Metz, qui participa à la sanglante bataille de Frœschwiller-Wœrth un héros de la guerre franco-allemande de 1870, qui fut fait prisonnier comme chef d’escadron au 7e régiment d’artillerie, le 2 septembre 1870, à Sedan avec Napoléon III et son armée. Son corps repose dans un caveau familial, dans le carré des combattants de 1870, au cimetière ancien de Rueil-Malmaison.
L’un des frères de Marie Louis, Xavier Louis (1908-2006), militaire, Saint-Cyrien de la Promotion Joseph Gallieni, officier de la Légion d’honneur, croix de guerre 39/45 et des T.O.E guerre d'Indochine avait été le capitaine, commandant la 7e compagnie, du 23e régiment d'infanterie coloniale où se trouvait le sergent-chef François Mitterrand lors de la Seconde Guerre mondiale.

### Décorations
Décorations françaises
- Chevalier de la Légion d'honneur pour prendre rang à compter du 7 juin 1855 – décoré  sur le champ de bataille du siège de Sébastopol, à 22 ans - Brevet portant les signatures de Napoléon III et du général de division Anne-Charles Lebrun, duc de Plaisance, Grand  Chancelier de l’Ordre Impérial de la Légion d’honneur.
- Officier de la Légion d'honneur pour prendre rang à compter du 31 décembre 1863 (Brevet portant les signatures de Napoléon III et du général de division comte Auguste Charles de Flahaut, Grand Chancelier de l’Ordre Impérial de la Légion d’honneur).
- Commandeur de la Légion d'honneur par décret du 5 juillet 1881 (Brevet portant les signatures du président de la République Jules Grévy et du général de division Louis Faidherbe, Grand Chancelier de la Légion d’honneur).
- Grand officier de la Légion d'honneur par décret du 30 décembre 1891 (Brevet portant les signatures du président de la République Sadi Carnot et du général de division Victor Février, Grand Chancelier de la Légion d’honneur).
- Grand-croix de la Légion d'honneur (Décret du 12 juillet 1897 - Président Félix Faure)[6]. (Décret du 12 juillet 1897 – Brevet portant les signatures du président de la République Félix Faure et du Général de division Léopold Davout (1829-1904), duc d’Auerstedt, Grand Chancelier de la Légion d’Honneur).
- Médaille militaire (28 décembre 1894). (Décret du 28 décembre 1894 – Brevet portant les signatures du général de division Victor Février, Grand Chancelier de la Légion d’Honneur et du Général de division Jules Rousseau (1815-1897), Grand Officier de la Légion d’honneur, Secrétaire général de la Grande Chancellerie de la Légion d’Honneur).
- Officier de l'Instruction publique (12 juillet 1886).(Nommé le 12 juillet 1886 – Brevet portant la signature du ministre de l’Instruction publique René Goblet).
- Médaille commémorative de l'expédition de Chine (1860)
- Médaille commémorative de l'expédition du Mexique (1862)
- Médaille commémorative de l'expédition du Tonkin (1886) (Médaille commémorative de l’expédition du Tonkin, de la Chine et de l’Annam (Loi du 6 septembre 1885) – Paris, le 15 mai 1886 – Signature, pour le Ministre de la marine et des Colonies et par ordre le Contre-amiral Directeur du Personnel : Léon Olry (1832-1890).
- Médaille coloniale avec agrafes « Cochinchine » et « Tunisie » (1er juin 1894)- (Le Vice-Amiral, Commandant en Chef, Préfet maritime du 1er Arrondissement certifie que Monsieur Rieunier, Vice-Amiral, a pris part à une expédition de Cochinchine de 1857 à 1863 – de Tunisie, en 1881, et a obtenu la médaille coloniale instituée par la loi du 26 juillet 1893. À Cherbourg[7], le 1er juin 1894. Signature : Amiral Comte Jules Cavelier de Cuverville - Jules de Cuverville).

Décorations étrangères
- Grand-croix de l'ordre de la Tour et de l'Épée - 29 juillet 1892, conférée par sa Majesté Oscar II, roi de Suède et de Norvège.
- Grand-croix de l'ordre des Saints-Maurice-et-Lazare (Italie) - 1892, conférée par sa Majesté Humbert Ier, roi d'Italie.
- Grand-officier de l'Ordre royal du Cambodge - 1er août 1885, conférée par le roi Norodom Ier.
- Grand-officier du Nichan Iftikhar (Tunisie) - 1er mars 1881, conférée par Sadok Bey pacha bey, possesseur du royaume de Tunis.
- Grand-officier de l'Ordre du Dragon d'Annam (ordre Impérial) - 26 mars 1886 - conférée par l'empereur d'Annam Đồng Khánh.
- Grand Officier de l'ordre du Soleil levant 1887, décernée par l'empereur Meiji du Japon.
- Chevalier, grand-croix de l'Aigle blanc de Russie - 1893, conférée par le tsar Alexandre III, empereur de Russie.
- Commandeur de l'ordre du Sauveur de Grèce - 8 septembre 1880, décerné par Georges Ier, roi des Hellènes.
- 1re classe de l'ordre de Saint-Ferdinand (Espagne) - 6 septembre 1861, décernée par Isabelle II, reine d'Espagne
- Médaille de Crimée avec agrafe Sébastopol (1856)
- Chevalier de l'ordre d'Isabelle la Catholique par Isabelle II, reine d'Espagne, « pour sa participation à la prise et à la défense héroïque de la ville de Saïgon, et de la citadelle de Mytho avec le petit contingent espagnol avec leurs tagals de Manille et à toute son action exemplaire en Cochinchine » - décembre 1862.
- Ordre de Notre-Dame de Guadalupe

### Hommages
Une rue de l'ex ville de Saïgon porte le nom de « Rieunier », en vietnamien : Luong Nhu Hoc, jusqu'aux années 1949/1951. Plusieurs rues en France portent ce nom.